# 벨몬테인사비나
벨몬테인사비나(이탈리아어: Belmonte in Sabina)는 이탈리아 라치오주 리에티도에 위치한 코무네다. 로마로부터 북동쪽 60km, 리에티로부터 남동쪽 10km 거리에 있다.